# Боровница (стрип)
Боровница је серија кратких хумористичких карикатуралних стрипова које црта хрватски стрипар Дарко Мацан. У загребачкој Модрој ласти излазио је од 1992. до 2011. године. У Вечерњем листу излазила је од 2010. до 2011. године. 
Први стрип Боровница нацртан је 1990. године, али тада је био штампан у црно-бијелој боји. Неколико година касније стрип је рађен и штампан у боји.

## Ликови
- Боровница: Увијек носи ружичасту хаљину с црним тачкама. Јако је непристојна и љутита те насилнички настројена, али ипак има пуно пријатеља. Боји се паукова. Обожава Хонести Чејс. Има плаве очи. Често се свађа с братом Кестеном.
- Орашчић: Боровничин (не)пријатељ. није толико паметан колико би волио бити.
- Пипун: Дебео и пати због тога. Мрзи рођендане и није га брига за десет пара.
- Кестен: Боровничин млађи брат. Мала панкерска злоба.
- Разредница: Презире Боровницу. Воли кад Боровница није у њеној близини.
- Боровничина мама: Блага према дјеци, али се понекад разљути. Има фобије из дјетињства.
- Боровничин тата: Благ према дјеци, тешко му је рећи "Не". Размазио дјецу.
- Боровничина бака: Слична је Боровници кад одрасте по карактеру. Воли људима наносити бол. Воли Боровницу.
- Мандарина: Дива. Воли гламурозну одјећу и обућу.
- Банана: Мирна и доброћудна. Одјевена у одјећу из 1960-их.
- Ана: У стрипу се појављује само једном. Свира клавир. Њен је клавир жив.
- Орашчићева мама: Има плаву косу, али осим тога доста личи на Орашчића. Појављује се само једном, у 1992.

## Албуми
Издавач Ментор издао је четири албума Боровнице у боји у самосталној библиотеци те црно-бијеле каишеве Боровнице као шести број библиотеке Малик Стриптилинић.
- Боровница - ...рани дани! (2008)
- Боровница - ...против Паје Паука! (2005)
- Боровница - ...предводи чопор! (2007)
- Боровница - ...за свађу је потребно двоје! (2009)
- Боровница - ...са зла на горе! (2011)
- Боровница - ...сама себи узор! (2012)

Албуми су А4 формата и могу се наћи у тврдом или брошираном увезу.
- Малик Стриптилинић 6: Боровница - пасице (2007)

Броширани увез, 210x90 мм

## Промјене у естетици
За разлику од раних епизода, касније су Боровничине очи чешће нацртане са зјеницама. Први цртеж Боровнице ју је представио као дјевојчицу краћег репа и бијеле хаљинице (те упитне висине). У каснијим епизодама цртежи су чистији, без превише детаља и текстуре те обојене површине често нису омеђене.

## Гостовања
Боровница је 2009. године била на плакату за Макарски фестивал стрипа. Боровница је требало да се појави 1995. на плакату за фестивал анимираних филмова у Загребу.

## Ствараоци
| Главни илустратор    | Дарко Мацан                |
| Гостујући илустратор | Горан Суџука               |
| Боја                 | Тихомир Тикулин, Мирна     |
| Туш                  | Боб Солановић, Дарко Мацан |

## Критичка рецепција
„Дарко Мацан остаје духовит, интересантан и на известан начин племенит – што колорни стрип албум о Боровничиним авантурама потврђује сваком таблом.” — Васа Павковић, Бестселер, 2006.
„Боровница је савремена девојчица, немогуће дугог коњског репа, која се креће у миљеу школе, куће и другара, а хумор је особен и примерен и деци и одраслима.” — Живојин Тамбурић
„Боровница, анархисткиња и вундеркинд заробљен у телу мале алапаче, доказ је здравља и виталности једне важне стрипске форме – француског манира хумора на једној страни. Сваки елеменат Мацановог приповедања и цртежа, те Тикулиновог колора, лични су и ауторски, али добро исклесани у занатској форми, достојно и непосредно настављајући традиције Греговог и Франкеновог нараштаја.” — Зоран Стефановић